# Oblast da Volínia
A Volínia (em ucraniano: Волинь, transl. Volyn) é uma região (óblast) da Ucrânia, sua capital é a cidade de Lutsk. Compreende parte da região histórica da Volínia e ficou famosa por ter sido palco de um massacre na Segunda Guerra Mundial.

## Geografia
|  |

## Divisão administrativa
A Volínia está subdividida administrativamente em 16 raions (distritos), e 4 cidades que estão diretamente subordinadas ao governo do óblast: Kovel, Novovolynsk, Volodymyr-Volynskyi e a capital do óblast, Lutsk:
|  | Nome                | Nome em ucraniano                                    | Capital                                      |
|  | ------------------- | ---------------------------------------------------- | -------------------------------------------- |
|  | Horokhivskyi        | Горохівський район Horokhivs'kyi raion               | Horokhiv (cidade)                            |
|  | Ivanychivskyi       | Іваничівський район Ivanychivs'kyi raion             | Ivanychi (Assentamento de tipo urbano)       |
|  | Kamin-Kashyrskyi    | Камінь-Каширський район Kamin'-Kashyrs'kyi raion     | Kamin-Kashyrskyi (cidade)                    |
|  | Kivertsivskyi       | Ківерцівський район Kivertsivs'kyi raion             | Kivertsi (cidade)                            |
|  | Kovelskyi           | Ковельський район Kovels'kyi raion                   | Kovel (cidade)                               |
|  | Lokachynskyi        | Локачинський район Lokachyns'kyi raion               | Lokachi (Assentamento de tipo urbano)        |
|  | Lutskyi             | Луцький район Luts'kyi raion                         | Lutsk (cidade)                               |
|  | Lyubeshivskyi       | Любешівський район Lyubeshivs'kyi raion              | Lyubeshiv (Assentamento de tipo urbano)      |
|  | Lyubomlskyi         | Любомльський район Lyubomls'kyi raion                | Lyuboml (cidade)                             |
|  | Manevytskyi         | Маневицький район Manevyts'kyi raion                 | Manevychi (cidade)                           |
|  | Ratnivskyi          | Ратнівський район Ratnivs'kyi raion                  | Ratne (Assentamento de tipo urbano)          |
|  | Rozhyshchenskyi     | Рожищенський район Rozhyshchens'kyi raion            | Rozhysche (cidade)                           |
|  | Shatskyi            | Шацький район Shats'kyi raion                        | Shatsk (cidade)                              |
|  | Starovyzhivskyi     | Старовижівський район Starovyzhivs'kyi raion         | Stara Vyzhivka (Assentamento de tipo urbano) |
|  | Turiyskyi           | Турійський район Turiys'kyi raion                    | Turiysk (Assentamento de tipo urbano)        |
|  | Volodymyr-Volynskyi | Володимир-Волинський район Volodymyr-Volynskyi raion | Volodymyr-Volynskyi (cidade)                 |